# وتر (موسيقى)

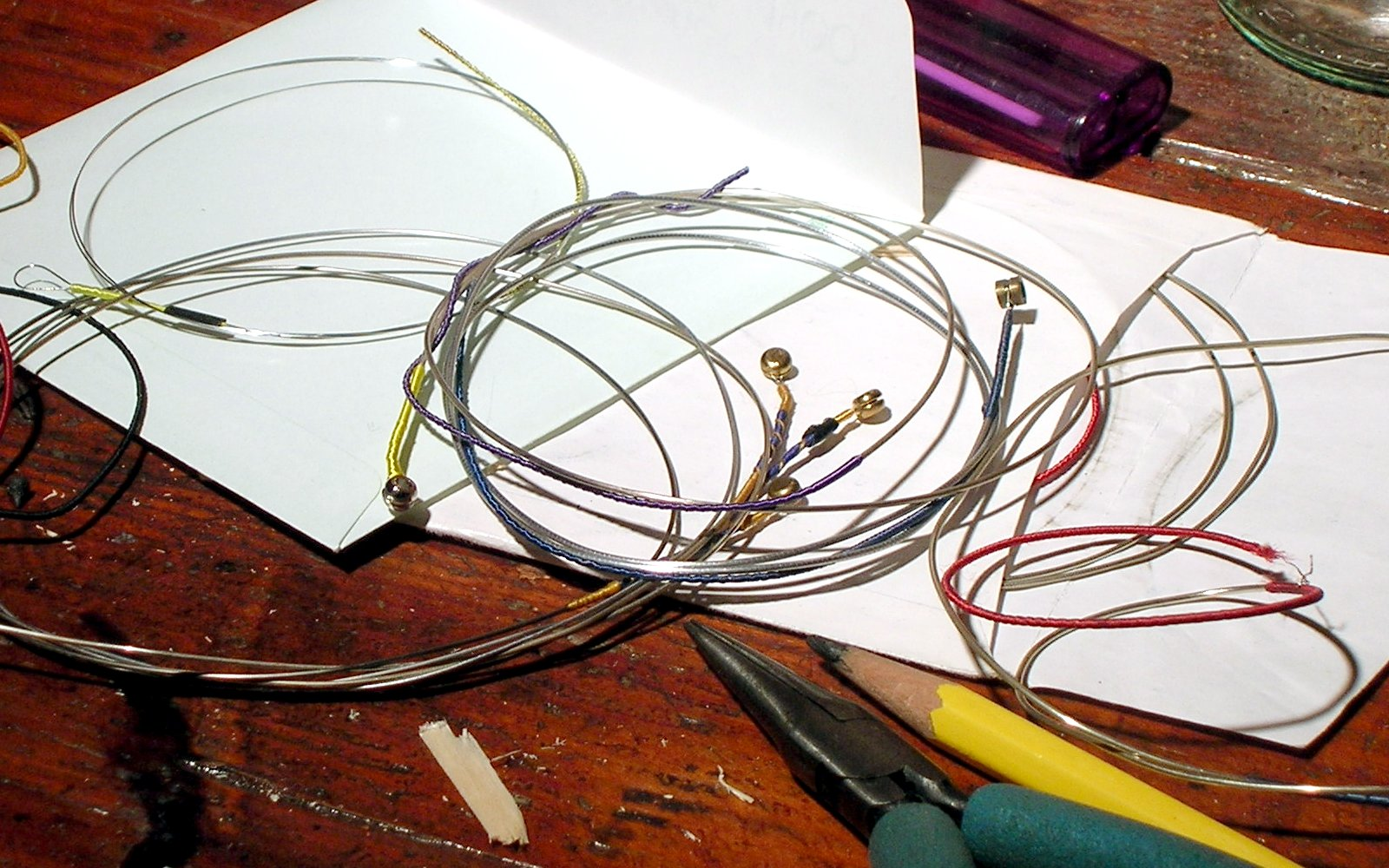
أوتار آلة الكمان.

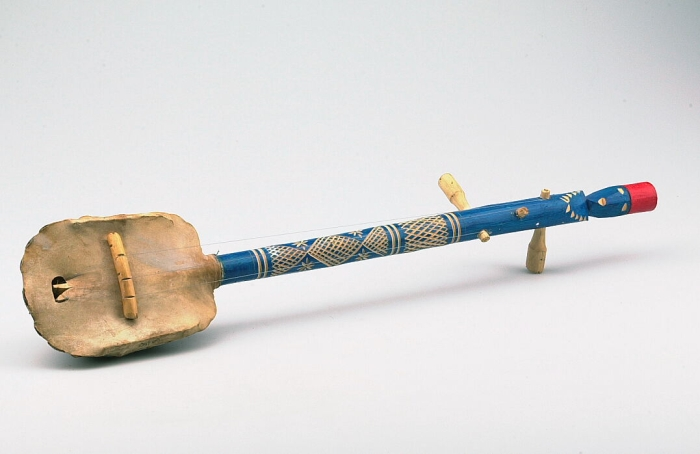
آلة الوتر المغربية

الوتر الموسيقي هو حبل مشدود يصدر صوتا رنانا إذا حُرك أو ضُرب. وهو مستعمل في كل الآلات الموسيقية الوترية (نسبة للوتر).
ومن الآلات الوترية: الآلات الوترية النقرية وهي التي يعزف عليها بالنقر على الوتر بالأصبع أو الريشة، أو ما شابههما مثل (العود والقانون والهارب). والآلات الوترية القوسية وهي تلك الآلات التي يتم العزف عليها بالقوس وتشمل آلة الكمان وباقي عائلته (الكمان والفيولا والفيولنسيل والكنتراباص).

## وتر القيثارة
في الموسيقى، وتر القيثارة هو مجموعة من النوطات تعزف على القيثارة. نوطات الوتر غالبا تعزف في تزامن، ولكن يمكن أن تقوم به بشكل منفصل في أربيجيو. معظم القيثارات المستخدمة في الموسيقى الشعبية لديها ست أوتار «مستوى» ضبط القيثارة الكلاسيكي الأسباني، وأحيانا E-A-D-G-B-E '(من أدنى نغمه وتر إلى أعلى). في ضبط المستوى، والفواصل الموجودة بين الخيوط المجاورة هي الجزء الرابع المضبوط باستثناء الثلاتيات (G، B). ضبط الوتر يتطلب أربعة اشكال من الثلاثيات الاساسية.

## أوتار آلة العود
عدد أوتار العود 10 أو 12 وتراً في مجاميع ثنائية، وكل وترين يشدان على أنهما وتر واحد، وتشد أوتار العود بشكل موازي لسطح الصندوق المصوت، مبتدؤه من المفاتيح أعلى الذراع مروراً فوق الرقبة وسطح أو وجه العود إنتهاءً بالفرسة.
وتتفاوت أوتار العود من حيث الرقة والغلظ بالتدريج وهي:
(الكردان – النوى – الدوكاه) وهذه جميعها تصنع من الأمعاء.
(العشيران – اليكاه) وتصنع من الحرير المكسو بسلك رفيع.
وقد يضاف إلى الأوتار الخمسة للعود وتر سادس مزدوج يكون أسفل وتر الكردان لزياده منطقة الأصوات الحادة ويسمى (جواب الجهاركاة)، بينما في العراق يشد وتر سادس مفرد أسفل وتر الكردان لزيادة الاصوات الغليظة، ويسمى (قبا دوكاه).
تسوية أوتار العود: تجري تسوية أوتار العود إبتداءً من الوتر الرابع (العشيران) وذلك بضبطه على قرار نغمة المعيار الصوتي (الديابازون) والذي عدد ذبذباته 440 ذبذبه في الثانية، ويجري تسويه بقية الاوتار بالانتقال إلى رابعة النغمة، فتكون تسوية الوتر الثالث وهي نغمة الدوكاه، ثم الانتقال إلى رابعة الدوكاه فيكون الوتر الثاني وهي نغمة النوى، ومنها إلى رابعتها فيكون الوتر الأول وهي نغمة الكردان. أما الوتر الخامس الغليظ فيسوى على نغمة قرار الوتر الثاني (نغمة النوى) وهو نغمة اليكاه.

## أوتار آلة القانون
يتراوح عدد أوتار القانون بين 63 و84 وتراً، يكون الوترالواحد فيها عبارة عن مجاميع ثلاثية تسمى بالمقامات، تشد الأوتار موازيه لسطح الصندوق المصوت مبتدئه من الملاوي (المفاتيح) مخترقة الأنف مروراً فوق الفرس ومنتهية في الكعب حيث تشد الاوتار من الجهة الأخرى.
وتتفاوت أوتار القانون في الغلظ والرقة، وتشد عليه متدرجة من أسفل إلى أعلى، وهي من حيث غلظها ورقتها ثلاثة أنواع وتعرف بأسماء معروفه هي:
الدوكاه للأوتار الغليظة.
النوى للأوتار المتوسطة الغلظ.
الكردان للأوتار الرفيعة.
ومن هذه الأنواع تتألف تركيبة القانون ذو الستة وعشرون مقاماً بثماني وسبعين وتراً.